# Stepan Wladislawowitsch Surikow
Stepan Wladislawowitsch Surikow (russisch Степан Владиславович Суриков; * 30. Januar 2002 in Ischewsk) ist ein russischer Fußballspieler.

## Karriere

### Verein
Surikow begann seine Karriere bei Rubin Kasan. Im November 2020 stand er erstmals im Profikader Rubins. In der Saison 2020/21 stand er bis Saisonende zwar häufig im Spieltagskader, kam allerdings nie zum Einsatz. Sein Debüt in der Premjer-Liga gab er schließlich im September 2021 gegen Ural Jekaterinburg. Dies blieb in der Saison 2021/22 bis zur Winterpause sein einziger Einsatz.
Im Februar 2022 wurde Surikow an den Drittligisten FK Saljut Belgorod verliehen.

### Nationalmannschaft
Surikow spielte im März 2018 erstmals für eine russische Jugendnationalauswahl. Im Herbst 2019 spielte er sechsmal im U-18-Team.